# Al-Hit
Al-Hit (arab. الهيت) – wieś w Syrii, w muhafazie As-Suwajda. W 2004 roku liczyła 655 mieszkańców.